# Henryk Kempny
Henryk Kempny (Bytom, 24 de enero de 1934-ibídem, 29 de mayo de 2016) fue un entrenador y jugador de fútbol polaco que jugaba en la demarcación de delantero.

## Selección nacional
Jugó un total de 16 partidos y anotó seis goles con la selección de fútbol de Polonia. Debutó el 29 de mayo de 1955 en un partido amistoso contra Rumania que finalizó con un resultado de empate a dos tras los goles de Titus Ozon y Nicolae Georgescu por parte de Rumania, y de Stanisław Hachorek y Gerard Cieślik por parte de Polonia. Además disputó cinco partidos de clasificación para la Copa Mundial de Fútbol de 1958. Su último partido con la selección lo jugó el 28 de junio de 1958 contra Alemania Oriental y con un marcador final de empate a uno.

## Clubes

### Como futbolista
| Club              | País    | Año         | Partidos | Goles |
| ----------------- | ------- | ----------- | -------- | ----- |
| Polonia Bytom     | Polonia | 1951 - 1954 | 52       | 25    |
| Legia de Varsovia | Polonia | 1955 - 1957 | 64       | 46    |
| Polonia Bytom     | Polonia | 1958 - 1962 | 78       | 29    |
| Górnik Wałbrzych  | Polonia | 1962 - 1967 |          | 40    |
| CKS Czeladź       | Polonia | 1967 - 1971 |          |       |

### Como entrenador
| Club                | País    | Año         |
| ------------------- | ------- | ----------- |
| Polonia Bytom       | Polonia | 1974 - 1976 |
| Milenium Wojkowice  | Polonia | 1978 - 1980 |
| AKS Niwka Sosnowiec | Polonia | 1980 - 1982 |
| CKS Czeladź         | Polonia | 1982 - 1987 |
| Górnik Wałbrzych    | Polonia | 1987 - 1988 |

## Palmarés

### Campeonatos nacionales
| Título          | Club              | País    | Año  |
| --------------- | ----------------- | ------- | ---- |
| Ekstraklasa     | Polonia Bytom     | Polonia | 1954 |
| Ekstraklasa     | Legia de Varsovia | Polonia | 1955 |
| Ekstraklasa     | Legia de Varsovia | Polonia | 1956 |
| Ekstraklasa     | Polonia Bytom     | Polonia | 1962 |
| Copa de Polonia | Legia de Varsovia | Polonia | 1955 |
| Copa de Polonia | Legia de Varsovia | Polonia | 1956 |

### Distinciones individuales
| Título                            | Club              | País    | Año  |
| --------------------------------- | ----------------- | ------- | ---- |
| Máximo goleador de la Ekstraklasa | Polonia Bytom     | Polonia | 1954 |
| Máximo goleador de la Ekstraklasa | Legia de Varsovia | Polonia | 1956 |